# Eye Dance
Az Eye Dance a nyugatnémet Boney M. együttes nyolcadik, egyben utolsó stúdióalbuma. Műfaja: eurodisco, megjelenés ideje: 1985., ősz. A felvételek és a keverés helyszínei: Far Studios (Rosbach), Basic Studio (München). Az LP 10 dalt tartalmaz. Az együttes korábbi meghatározó énekesei, Liz Mitchell és Marcia Barrett ezen az albumon kissé háttérbe szorultak, nagyobb szerep jutott viszont Reggie Tsiboe-nak. Az Eye Dance-en közreműködik Bobby Farrell is, aki 1984-ben tért vissza az együtteshez, miután szólópróbálkozásai sikertelenek maradtak.

## Háttér-információk
A nagylemezről kimásolt My Cherie Amour és a Young, Free and Single című kislemezek éppúgy nem lettek sikeresek, mint maga az album, amely – az együttes történetében először – még a német slágerlistára sem került fel. 1986 elején ezért Frank Farian úgy döntött, hogy a továbbiakban nem foglalkozik már  a Boney M.-mel. A 10 éves jubileumra 10 Years Boney M. címmel ünnepi tévéműsor készült. Az eredeti elképzelés az volt, hogy az Eye Dance harmadik kislemeze a 10cc együttes Dreadlock Holiday című slágerének feldolgozása lesz, de a kislemez végül nem jelent meg. Helyette a Daddy Cool – Anniversary Recording '86 került piacra, amely egyáltalán nem volt rossz remix, ennek ellenére azonban egyetlen országban sem került fel a slágerlistára. 1986 nyarán – miután a producer és az együttes útjai szétváltak – Farian piacra dobta a Bang Bang Lulu című kislemezt. Számos rajongó szerint ez talán a leggyengébb Boney M.-felvétel, állítólag Liz Mitchell meg is tagadta az LP anyagának felvétele során, hogy énekeljen ebben a dalban.  (Az albumon a felvétel szerzőjeként Farian neve szerepel, ami azért meglepő, mert ugyanez a dal picit más hangszerelésben már szerepelt a Goombay Dance Band 5 évvel korábbi, Zauber der Karibik című albumán.) 1987-ben Farian saját énekével újra felvette a Dreadlock Holiday-t, és a kislemezt Top Deck néven piacra dobta az NSZK-ban. Az általa készített verzió remixe szerepel a Boney M. More Gold – 20 Super Hits Vol. II című 1993-as válogatásalbumán.

## A dalok

### „A” oldal
1. Young, Free and Single (Applegate – Farian – Rayen) 4:10
2. Todos Buenos (Applegate – Farian) 4:34
3. Give It Up (Dietrich – Grabowski – Simons) 3:58
4. Sample City (Ehrhardt – Farian) 3:43
5. My Cherie Amour (Cosby – Moy – Stevie Wonder) 4:04

### „B” oldal
1. Eye Dance (Applegate – Farian – Low) 4:04
2. Got Cha Loco (Applegate – Baierl – Farian – Reyam) 3:34
3. Dreadlock Holiday (Graham Gouldman – Eric Stewart) 4:52
4. Chica da Silva (Courage – Farian – Reyam) 5:33
5. Bang Bang Lulu (Farian) 3:01

(George) Reyam valójában Hans-Jörg Mayerrel azonos.

## Közreműködők
- Reggie Tsiboe – ének (A1, A5, B3, B5), háttérvokál
- Liz Mitchell – ének (B2, B4), háttérvokál
- Frank Farian – ének (A2, A4, B1), háttérvokál
- Marcia Barrett – háttérvokál
- Bobby Farrell – ének (A1)
- Rhonda Heath (La Mama) – ének (A2, A3)
- Madeleine Davis (La Mama) – ének (A2, A3)
- Patricia Shockley (La Mama) – ének (A2, A3)
- Amy Goff – háttérvokál (A1, A5, B3, B5)
- Elaine Goff – háttérvokál (A1, A5, B3, B5)
- Harry Baierl – billentyűs hangszerek
- Mats Björklund – billentyűs hangszerek, gitár, basszusgitár
- Pit Löw – billentyűs hangszerek
- Curt Cress – dobok
- Frank Farian – producer
- Harry Baierl – hangmérnök, programozó
- Mats Björklund – keverés, programozó
- Pit Löw – keverés, programozó
- Bernd Berwanger – hangmérnök
- Carmine Di – hangmérnök
- Michael Bestmann – hangmérnök
- Tammy Grohé – hangmérnök
- David Simic – művészeti vezető, borítóterv

## Különböző kiadások

### LP
- NSZK: Hansa Records LP 207 100–620.

(A CD változat – Hansa 610 517–222 – végül nem jelent meg.)

### CD
- Németország, 1994: MCI/BMG 74321 21264 2.
- Európa, 2007: Sony–BMG 88697 09484 2.

Bónuszfelvételek: Mother And Child Reunion (Simon – 4:15), I'm Alive (Farian – 3:35). Mindkét dal eredetileg egy jótékony célú kislemezen jelent meg 1985-ben Frank Farian Corporation néven. Reggie Tsiboe énekel az előbbin, Frank Farian pedig az utóbbin.

## Kimásolt kislemezek

### Anglia

#### 7"
- Young, Free and Single – 4:18 / Chica Da Silva – 4:33 (Carrere Records CAR 384, 1985)

#### 12"
- Young, Free and Single – 4:18 / Chica Da Silva – 4:33 (Carrere Records CART 384, 1985)

### NSZK

#### 7"
- My Cherie Amour – 4:00 / Sample City – 4:00 (Hansa Records 107 340–100, 1985)
- Young, Free and Single – 4:18 / Blue Beach – 4:00 (Hansa 107 604–100, 1985)
- Bang Bang Lulu (7" Remix) – 3:31 / Chica Da Silva – 4:33 (Hansa 108 395–100, 1986)

#### 12"
- My Cherie Amour (12" Mix) – 8:51 / Sample City (12" Mix) – 4:15 (Hansa 601 686–213, 1985)
- Young, Free and Single (12" Mix) – 8:10 / Blue Beach – 4:00 (Hansa – 601 839–213, 1985)
- Bang Bang Lulu (12" Remix) – 3:58 / The Calendar Song (January, February, March…) (Albumverzió az Oceans of Fantasyről) – 2:37 / Chica Da Silva – 4:29 (Hansa 608 395–213)

## Legnépszerűbb slágerek
- Young, Free and Single

NSZK: Legmagasabb pozíció: 48. hely
- My Cherie Amour

NSZK: Legmagasabb pozíció: 55. hely
- Dreadlock Holiday

## Külső hivatkozások
- Dalszöveg: Young, free and single
- Dalszöveg: Give It Up
- Dalszöveg: Sample City
- Dalszöveg: My Cherie Amour
- Dalszöveg: Got Cha Loco
- Dalszöveg: Dreadlock Holiday
- Dalszöveg: Chica da Silva
- Dalszöveg: Bang Bang Lulu
- Videó: Dreadlock Holiday